# الزرقاء (عين العرب)
الزرقاء  قرية سوريّة تتبع إداريّاً لمحافظة حلب منطقة عين العرب ناحية مركز عين العرب، بلغ تعداد سكانها 567 نسمة حسب التعداد السكاني لعام 2004.